# Regnitzer Weiher
Der Regnitzer Weiher ist ein mit der Verordnung vom 21. Dezember 1973 des Regierungspräsidiums Tübingen ausgewiesenes Naturschutzgebiet (NSG-Nummer 4.073) im Nordosten der baden-württembergischen Gemeinde Achberg im Landkreis Ravensburg in Deutschland.

## Lage
Das rund drei Hektar große Naturschutzgebiet Regnitzer Weiher gehört zum Naturraum Westallgäuer Hügelland. Es liegt nordöstlich des Achberger Ortsteils Regnitz und südwestlich des zu Wangen im Allgäu gehörenden Weilers Strohdorf auf einer Höhe von 535 m ü. NN.

## Geologie
In der Würm-Eiszeit, vor etwa 20.000 Jahren, prägte der Rhein-Vorlandgletscher die Landschaft um den Regnitzer Weiher. Die Drumlins stellen hier heute die typische Geländeform dar.

## Schutzzweck
Wesentlicher Schutzzweck ist die Erhaltung und Aufwertung des Kalkflachmoors aus einem Komplex mehrerer bemerkenswerter Pflanzengesellschaften mit floristischen Seltenheiten.